# La Monnaie
Pour les articles homonymes, voir Monnaie (homonymie).
Le théâtre royal de la Monnaie (en néerlandais : Koninklijke Muntschouwburg) est une salle d'opéra située au centre de Bruxelles, sur la place de la Monnaie.

## Statut et subvention
Le théâtre royal de la Monnaie est l'une des trois institutions culturelles fédérales belges (avec le Palais des Beaux-Arts et l'Orchestre national de Belgique). En 2025, la dotation fédérale annuelle à la Monnaie est de près de 43 millions d'euros.

## Préambule
Le premier bâtiment fut édifié en 1700 par Gio Paolo Bombarda et était réputé comme l'un des plus beaux théâtres du XVIIIe siècle. Il fut vendu en vente publique le 5 novembre 1717 par devant le notaire De Potter, à Jean-Baptiste Meeûs et à son épouse Catherine Van Cutsem pour la somme de vingt mille florins. Après leur mort, deux de leurs filles célibataires héritèrent du théâtre. Celles-ci vendirent le 16 mars 1763 le théâtre nommé le Grand-Opéra ou le Grand-Théâtre de la Monnaie, « avec ses loges, dépendances et appendances, tous ses décors et magasins d’habillement » à Guillaume Charliers de Borchgravenbroeck, échevin puis trésorier de la ville de Bruxelles et brasseur d'affaires, pour la somme de 75,000 florins.
Quatre-vingt-cinq ans après sa création, la vétusté du bâtiment fit l'objet de plusieurs expertises (Louis Montoyer, Laurent-Benoît Dewez, Claude Fisco, Gilles-Barnabé Guimard) et suscita plusieurs projets de rénovation, voire de reconstruction (dont celui de l'architecte Charles De Wailly). En 1798, de passage à Bruxelles, Napoléon suggéra de construire un nouveau bâtiment derrière l'ancien qui était vétuste. Devenu empereur, Napoléon estima que Bruxelles méritait "un lieu plus digne des représentations qu’on y donnait". Immédiatement, un architecte français, Louis-Emmanuel Damesme, traça les plans du Théâtre de la Monnaie tel que nous le connaissons. Mais les événements retardèrent les travaux. Le nouvel édifice fut inauguré en 1819. C'est également à ce moment (1817-1819) que la ville de Bruxelles, soucieuse d'un environnement de qualité, fit construire par Jean-Alexandre Werry les immeubles qui encadrent le nouveau théâtre de la Monnaie.
Le bâtiment actuel, construit par Joseph Poelaert en 1855 et orné de sculptures de son frère Victor et d'Égide Mélot, le fronton, lui, œuvre d'Eugène Simonis, succède au bâtiment inauguré en 1819 et incendié. La Façade dessinée par Louis Damesme dans un style néo-classique, date de 1819. Ce bâtiment fut le témoin du déclenchement de la révolution de 1830 qui mena à l'indépendance de la Belgique : alors qu'on y représentait la Muette de Portici d'Auber, lors du fameux air « Amour sacré de la patrie », la salle se leva et sortit dans la rue où se pressait une foule excitée opposée aux mesures du gouvernement du royaume uni des Pays-Bas, nouvel État créé lors du congrès de Vienne de 1815 dans l'idée alors en faveur de reconstituer les anciens Pays-Bas historiques jadis séparés par les Espagnols en réunissant à nouveau les Provinces du sud restées soumises, la future Belgique, à celles du nord, qui avaient acquis leur indépendance depuis 1597. L'émeute qui s'ensuivit se transforma en combats de rue et aboutit à la révolution belge de 1830 qui mit en déroute l'armée du Royaume uni des Pays-Bas.
En février 1926, le théâtre organisa des bals au profit des victimes des inondations. Mademoiselle Germaine Eyers s'y distingua particulièrement et reçut une médaille en souvenir des nuits des 13 et 16 février.
La loi du 19 avril 1963 en fait un établissement public dénommé « Théâtre royal de la Monnaie ». Puis en 1985, une importante rénovation a été faite dont une partie est conduite par l'architecte Charles Vandenhove qui s'est occupé du décor du salon qui est refait en marbre noir et blanc tandis que le bureau d'architecture URBAT (architectes : Pierre Puttemans, Jacques Aron et Frédéric De Becker) se charge de la surélévation et des rénovations importantes, Cette rénovation a permis de moderniser la salle et de lui restituer ses couleurs d'origine, même si le résultat fut sujet à controverse.
C'est une des plus grandes maisons d'opéra d'Europe, surtout depuis que Gerard Mortier en a assuré la direction de 1982 à 1992. Bernard Foccroulle lui a succédé durant quinze ans et a ouvert l'institution à la danse contemporaine, notamment en mettant en résidence à la Monnaie la chorégraphe Anne Teresa De Keersmaeker. Depuis le 1er août 2007, c'est Peter de Caluwe qui en est le directeur.
La Monnaie est membre d'Opera Europa, de RESEO (Réseau Européen pour la Sensibilisation à l'Opéra et à la Danse), d'enoa (Réseau Européen d'Académies d'Opéra) et d'Opass (European Opera Passport).
Le 19 novembre 2024, le jury des OPER ! Awards annonce à Berlin que la Monnaie est élue « meilleure maison d’opéra de l’année 2024 ». Ce prix souligne des performances créatives de haut niveau, parfois révolutionnaires, et le travail de Peter de Caluwe qui « a dirigé La Monnaie à un niveau constamment élevé et avec une créativité intacte – une exception dans le monde international de l’opéra qui mérite absolument d’être récompensée.».

## Histoire

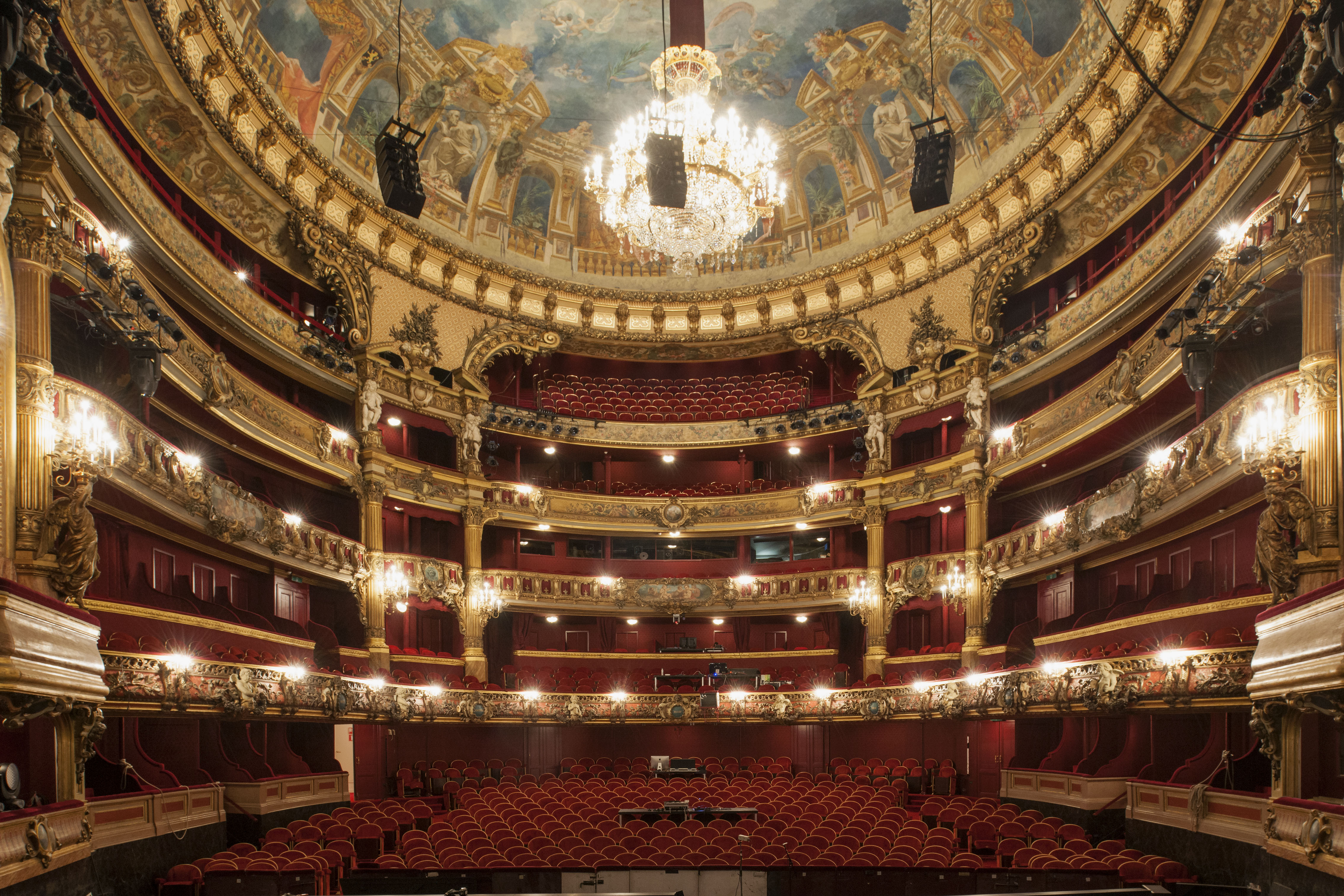
Grande salle du Théâtre royal de la Monnaie.

Construit après le bombardement de Bruxelles par l'armée française (1695) sur les ruines de l'hôtel où l'on battait monnaie, le Théâtre sur la Monnoye est dû aux architectes vénitiens Paolo et Pietro Bezzi. L'électeur Maximilien-Emmanuel de Bavière, gouverneur des Pays-Bas espagnols, avait chargé son trésorier, Gio Paolo Bombarda, d'établir une nouvelle salle de spectacle publique au cœur de la ville. L'inauguration a lieu vers la fin de l'année 1700 et sa première représentation mentionnée par la gazette en ses murs, est celle d’Atys, de Lully, le 17 octobre 1700, donné pour les dix-sept ans du roi Philippe V d’Espagne, en présence des gouverneurs. Le répertoire de Lully et Quinault occupe l'essentiel de la scène durant vingt-cinq ans et cède le pas, en 1727, aux opéras vénitiens dont la gouvernante Marie-Élisabeth est friande. Les années 1730 à 1745 se caractérisent par un changement incessant de direction, certaines troupes essuyant une banqueroute après quelques semaines seulement. En 1744, Charles-Alexandre de Lorraine devient gouverneur des Pays-Bas autrichiens et va, après la parenthèse française, donner un nouveau coup de projecteur sur la scène bruxelloise, souvent considérée comme la deuxième après Paris.
En 1745 arrive à Bruxelles Jean-Nicolas Servandoni, dit D'Hannetaire, mais l'invasion des troupes françaises du maréchal de Saxe ne lui laisse pas le temps de s'installer à la tête du Théâtre de la Monnaie. Maurice de Saxe fait en effet appel à Favart pour diriger la scène bruxelloise, entouré d'une troupe nombreuse. Il y présentera la plupart des œuvres qu'il avait données à l'Opéra-Comique de Paris.
Après le départ des troupes françaises, les directeurs se succèdent à une cadence soutenue : D'Hannetaire reprend la direction du théâtre en 1748, puis Jean-Benoît Leclair, frère du musicien Jean-Marie Leclair, la reprend l'année suivante, pour la céder aussitôt à d'autres directeurs, comme l'Italien Francesco Crosa ou les frères Hus. En 1752, Jean-François Fieuzal, dit Durancy (qui était venu dans les Pays-Bas avec Favart), inaugure une ère de plus grande stabilité. Il cède pourtant la main, trois ans plus tard, à D'Hannetaire, qui s'associe au comédien Gourville. En 1766, les « Comédiens ordinaires de S.A.R. » (le prince Charles de Lorraine) s'associent à l'instar de la Comédie-Française et cette société de comédiens régnera sur « la Monnaie » une douzaine d'années. Cette période est fortement marquée par l'essor de l'opéra-comique, que Favart avait apporté à Bruxelles, pour le plus grand plaisir du public.
Dès 1772, une figure marquante prend la tête des comédiens associés et donne une nouvelle impulsion au répertoire de la scène bruxelloise : Ignaz Vitzthumb, ancien timbalier de la cour et chef d'orchestre du Théâtre de la Monnaie, met à l'honneur des productions de grande envergure et, avec son comparse Louis Compain-Despierrières, il invite des artistes parisiens à remonter leurs œuvres à Bruxelles, voire à en créer spécialement pour la Monnaie.
Ainsi, en 1774, Vitzthumb demande à Pleinchesne et à Philidor de monter le nouvel opéra Berthe. Philidor ayant décliné l'offre, c'est finalement Vitzthumb qui en composera la musique.
Tandis que Vitzthumb dirige la troupe, Compain prospecte à Paris : il découvre de nouveaux talents comme Dazincourt, Larive, Florence et Grandmesnil qui, après avoir débuté à Bruxelles, poursuivront tous une brillante carrière à la Comédie-Française.
À partir de la saison 1773-1774, sous l'impulsion du codirecteur Vitzthumb et vraisemblablement inspirée par des soucis d’ordre financier, la Monnaie commence à programmer des pièces traduites en néerlandais et jouées par une troupe flamande appelée Opéra ou Spectacle flamand, issue des compagnies locales de Bruxelles et ostensiblement sous-payée par rapport aux acteurs de l’Opéra français.
Mais en 1776, la direction Vitzthumb court à la faillite et, l'année suivante, le théâtre passe aux mains de trois associés, Louis-Jean Pin, Alexandre Bultos et Sophie Lothaire, tandis que Vitzthumb garde la direction musicale de l'orchestre. Cette période s'avère aussi ruineuse que la précédente, d'autant plus que Charles-Alexandre de Lorraine meurt en 1780 et, avec lui, l'intérêt que le gouvernement porte aux spectacles. Dix ans plus tard, la révolution brabançonne bouleverse non seulement l'effectif de la troupe et les finances, mais aussi le répertoire : avec l'arrivée des troupes françaises de Dumouriez en 1792, Mademoiselle Montansier prend possession du Théâtre de la Monnaie et y fait jouer des pièces révolutionnaires, reléguant aux oubliettes la plupart des opéras-comiques prisés par le public.
En 1795, le régime français se met en place à Bruxelles et la Monnaie n'aura plus qu'un statut de « théâtre de province », mais où de nombreux acteurs français viendront cependant « faire leurs planchers ».
Complètement délabré et atteint de vétusté, le bâtiment de Bombarda est rasé en 1818 et l'architecte Louis Damesme conçoit une nouvelle salle inaugurée le 25 mai 1819 par une représentation de La Caravane du Caire de Grétry. Le théâtre passe dès lors sous l'administration de la ville de Bruxelles et se dégage de la tutelle du royaume uni des Pays-Bas. De grands artistes viennent en représentation, tels que Talma, Mlle Mars, Laure Cinti et la Malibran, la troupe s'enrichit de personnalités comme Jenneval, le ballet est dirigé par Petipa et Marie Lesueur en est la première danseuse.
Le 25 août 1830, pour le 59e anniversaire de Guillaume Ier, on donne La Muette de Portici, grand opéra d'Auber, sur un livret de Scribe et Delavigne : l'air Amour sacré de la patrie déclenche la révolution de 1830. Le théâtre est fermé pendant plusieurs semaines et ne reprend ses activités régulières que l'année suivante.
La plupart des opéras de Rossini, Auber, Meyerbeer, Boieldieu, Donizetti et Verdi restent longtemps à l'affiche et de nombreuses œuvres sont représentées pour la première fois en français.
Le 21 janvier 1855, le théâtre est entièrement détruit par les flammes, ne laissant debout que les quatre murs. Rebâti presque à l'identique, le nouveau théâtre est inauguré le 24 mars 1856 par une représentation de Jaguarita l'Indienne, opéra-comique d'Halévy.
Après la chute de Tannhäuser à Paris (1861) et à la suite de la guerre franco-prussienne de 1870, Richard Wagner trouve à Bruxelles le lieu idéal pour créer ses œuvres en français : le Théâtre de la Monnaie devient ainsi, de 1870 à 1914, la capitale française du wagnérisme. Le 21 janvier 1914, une médaille du sculpteur Godefroid Devreese fut exécutée à l'occasion de la première de l'opéra Parsifal en Belgique qui aura lieu le 5 janvier après une répétition du 2 janvier 1914. Toutes les portes donnant vers la scène furent fermées.
Après la création du Ballet du XXe siècle en 1960 et les immenses succès populaires des ballets de Maurice Béjart, le Théâtre devient l’« Opéra national » sous la direction de Maurice Huisman à partir de la saison 1963-1964 et acquiert une dimension et une réputation internationale.

## Les directeurs du Théâtre de la Monnaie
Les directeurs les plus récents de la Monnaie sont Gerard Mortier (1981-1991), Bernard Foccroulle (1992-juin 2007) et Peter de Caluwe (juillet 2007-).
Sylvain Cambreling était le premier directeur musical de la Monnaie. Il a été remplacé par Antonio Pappano (1992-2002), qui est parti pour le Royal Opera de Covent Garden à Londres. Puis Kazushi Ono est devenu le directeur musical, jusqu’à la fin de la saison 2007-2008. Ono a été suivi par Mark Wigglesworth la saison suivante. En 2016, Alain Altinoglu est devenu le nouveau directeur musical.

## Archives

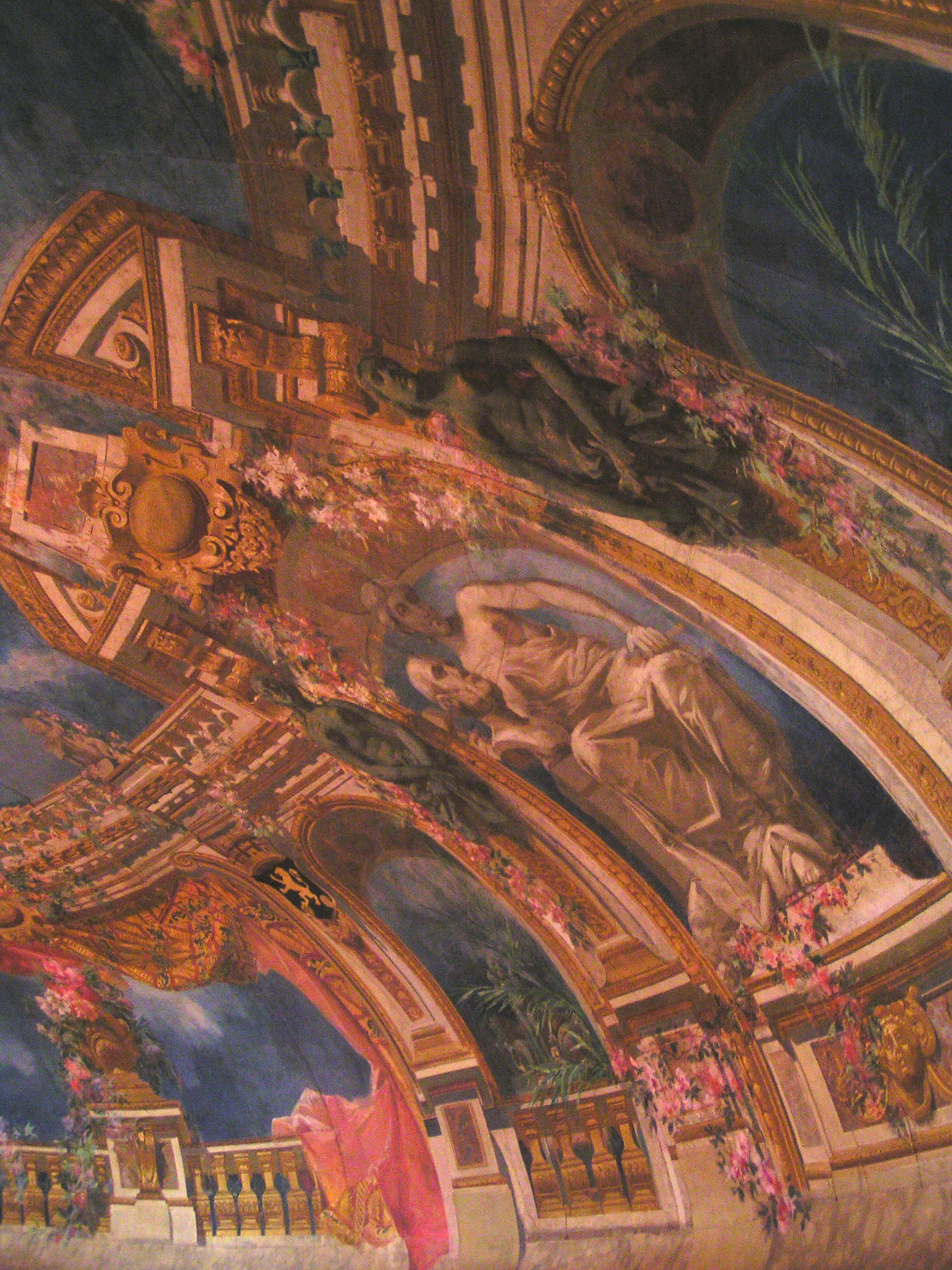
Théâtre royal de la Monnaie. Détail des peintures de la coupole de la grande salle.

La plupart des archives anciennes concernant le théâtre de la Monnaie sont conservées aux Archives de la Ville de Bruxelles.
Il existe également un fonds d'archives lié majoritairement à la comptabilité du théâtre, qui couvre principalement les années 1771 à 1816, et qui est conservé aux Archives générales du Royaume.
Depuis 1995, La Monnaie a engagé un archiviste dont la mission est de recenser et conserver l'ensemble des ressources documentaires de la Monnaie.